# 5-й кирасирский полк «Герцог Фридрих Ойген фон Вюртемберг»
5-й кирасирский полк «Герцог Фридрих Ойген фон Вюртемберг» (западнопрусский) (нем. Kürassier-Regiment „Herzog Friedrich Eugen von Württemberg“ (Westpreußisches) Nr. 5) — кирасирский полк прусской армии, существовавший в 1717—1919 годах.

## История
Король Пруссии Фридрих Вильгельм I получил в наследство от своего отца, Фридриха I, огромную коллекцию китайского фарфора. Эту коллекцию хотел приобрести курфюрст Саксонии Август Сильный. Он предложил Фридриху Вильгельму уступить её ему в обмен на драгунский полк полного состава.
В 1717 году обмен был совершён, и в прусской армии появился новый драгунский полк, получивший порядковый номер 6 и ставший известным как «фарфоровые драгуны» (нем. Porzellandragoner). А полторы сотни китайских ваз были перевезены из коллекций дворцов Ораниенбург и Шарлоттенбург под Берлином в Дрезден, где вазы назвали «драгунскими» (нем. Dragonervasen). В настоящее время их можно увидеть в музее фарфора в Цвингере.
В память о своем происхождении полк получил мундиры белого цвета с темно-голубыми лацканами, обшлагами и фалдами (цвет изделий из фарфора). Камзол и кавалерийские рейтузы до колен изготовлялись из лосиной кожи. Приборный металл — желтый. Чепраки и чушки — красные с галуном синего цвета. 
В 1727 году полк был разделён на драгунский полк Косселя (6-й драгунский полк) и драгунский полк Докума (7-й драгунский полк).
При Фридрихе II цвет обмундирования 7-го драгунского полка стал общеармейским — синим, суконный прибор и полковой металл — белыми. Чепраки и чушки делались синими с красным галуном. 
7-й драгунский полк в 1745 году участвовал в битве при Гогенфридберге, а в 1807 году участвовал в битве при Прейсиш-Эйлау. В 1808 году он был переименован в 4-й драгунский полк (2-й западно-прусский драгунский полк). В 1817 году полк был переименован в 4-й драгунский полк (восточно-прусский).
В 1860 году он был преобразован во 2-й западно-прусский кирасирский полк №5, а в 1889 году получил название 5-й кирасирский полк «Герцог Фридрих Ойген фон Вюртемберг» (западно-прусский).
До 1808 года полк был расквартирован в Инстербурге, затем он был переведён в Данциг.
В 1914 году эскадроны полка были расквартированы в Ризенбурге, Розенберге и Дойч-Эйлау, полк входил в состав 41-й дивизии, входившей в 20-й армейский корпус. 
После начала Первой мировой войны полк вошёл в состав 1-й кавалерийской дивизии 8-й армии. В 1916 году он вошёл в состав 7-й кавалерийской дивизии и принял участие в Румынской кампании. Затем он был переведён на Западный фронт, где использовался как пехотный.